# Distretto di Pratapgarh (Rajasthan)
Il distretto di Pratapgarh è un distretto del Rajasthan, in India. È situato nella divisione di Udaipur e il suo capoluogo è Pratapgarh.
Il distretto è stato creato il 26 gennaio 2008 separando i comuni (tehsil) di Pratapgarh, Arnod e Chhoti Sadri dal distretto di Chittorgarh, il comune di Dhariawad dal distretto di Udaipur e il nuovo comune di Pipalkhunt dal distretto di Banswara.